# Bernardino Ragni
Bernardino Ragni (Spoleto, 12 luglio 1946 – Spoleto, 16 gennaio 2018) è stato uno zoologo e biologo italiano.

## Biografia
Nasce da Giovanni, ufficiale del Genio militare originario di Cannara, e Novella Fidenzoni di famiglia spoletina. Fin da bambino mostra grande curiosità per gli animali e frequenta con assiduità la biblioteca comunale dove trova i volumi di Vita degli Animali di Alfred Edmund Brehm. Frequenta l'Istituto per Geometri "Giovanni Spagna" e si diploma nel 1967.

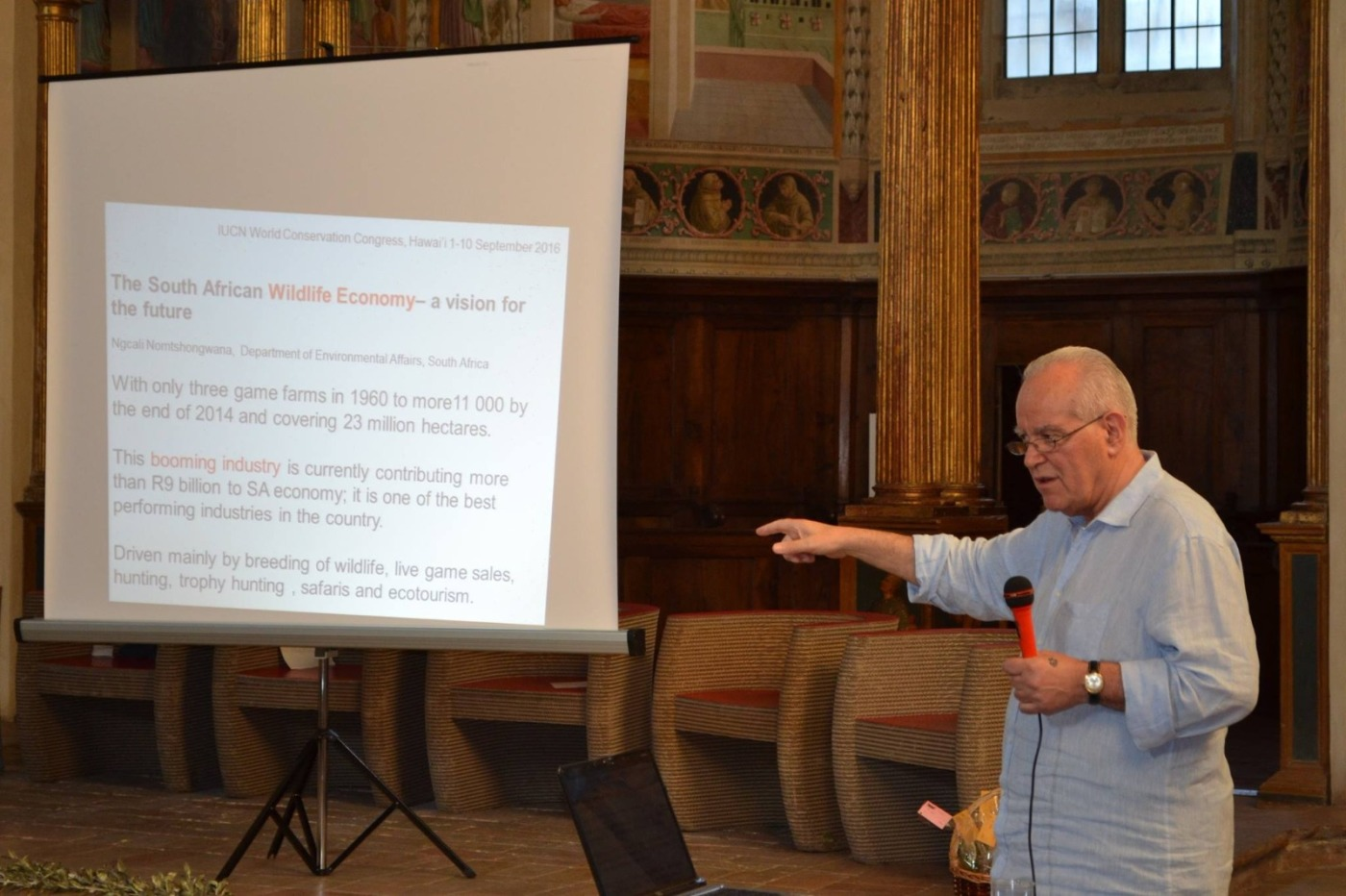
Bernardino Ragni. 2016

A 17 anni con il gruppo scout partecipa come volontario ai soccorsi subito dopo il disastro del Vajont. L'esperienza lo segna profondamente e sarà fondamentale per il formarsi della sua sensibilità ambientalista. 
Dopo la maturità si iscrive alla facoltà di Scienze biologiche dell'Università degli studi di Perugia, studia con Giampaolo Moretti e si laurea nel 1974 discutendo una tesi sul gatto selvatico europeo; è questo l'inizio di un'intensa attività di ricerca che lo porterà a diventare uno dei massimi esperti a livello internazionale del Felis silvestris silvestris.

Si specializza in biologia e conservazione dei tetrapodi, uso sostenibile e conservazione delle risorse naturali viventi, del paesaggio e del territorio.

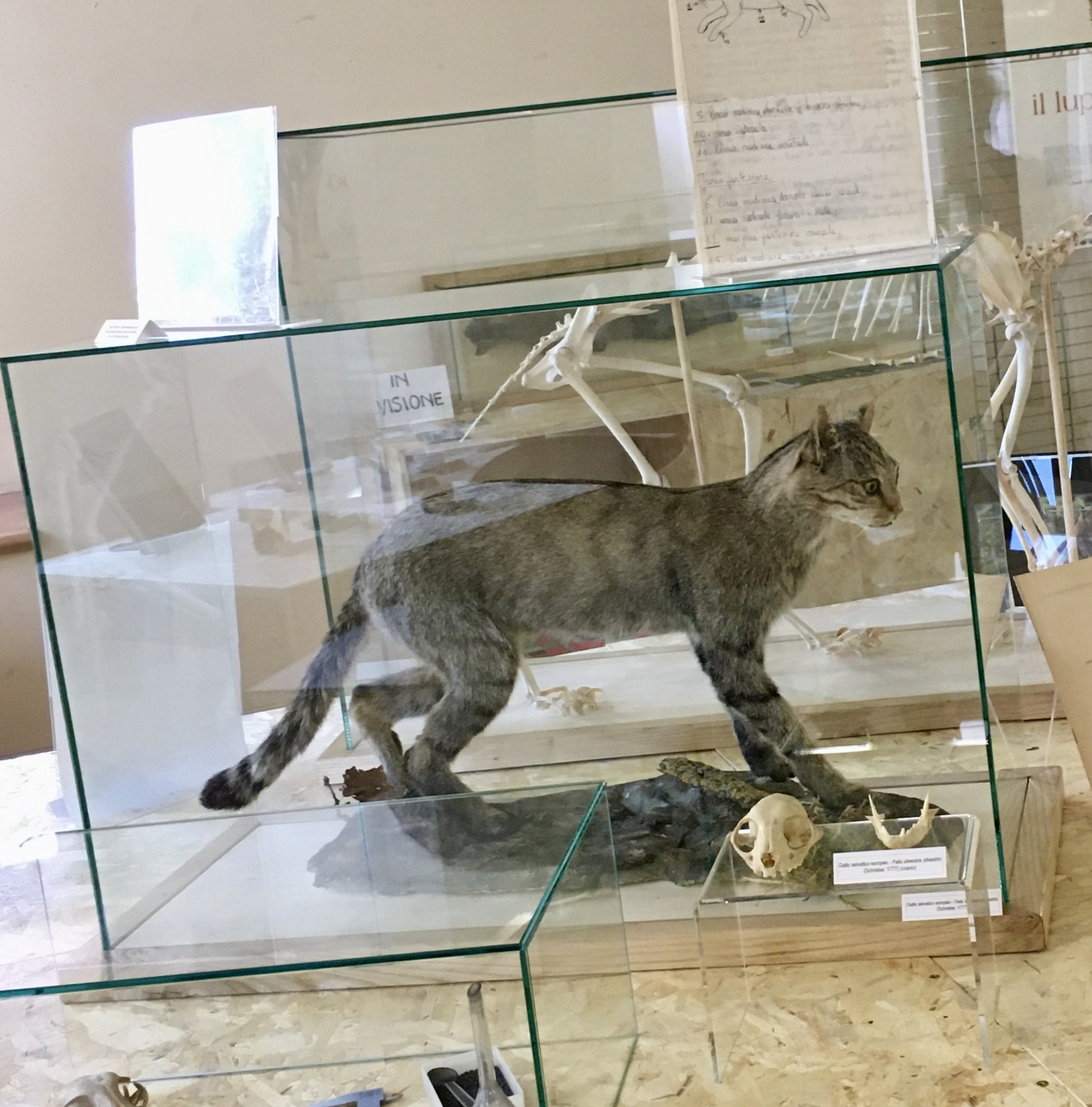
Gatto selvatico europeo. Collezione Ragni. Spoleto

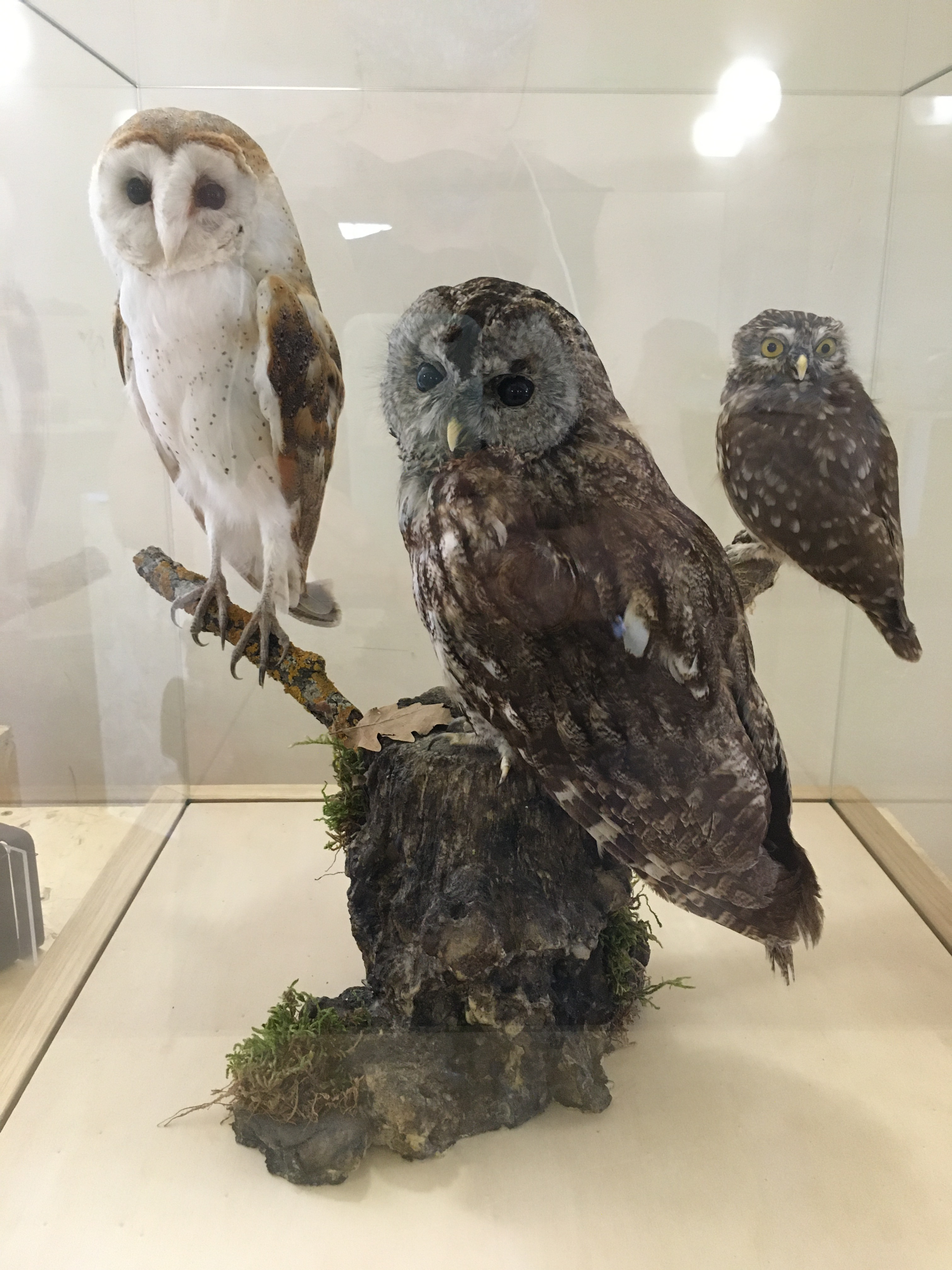
Barbagianni, allocco e civetta. Collezione Ragni. Spoleto

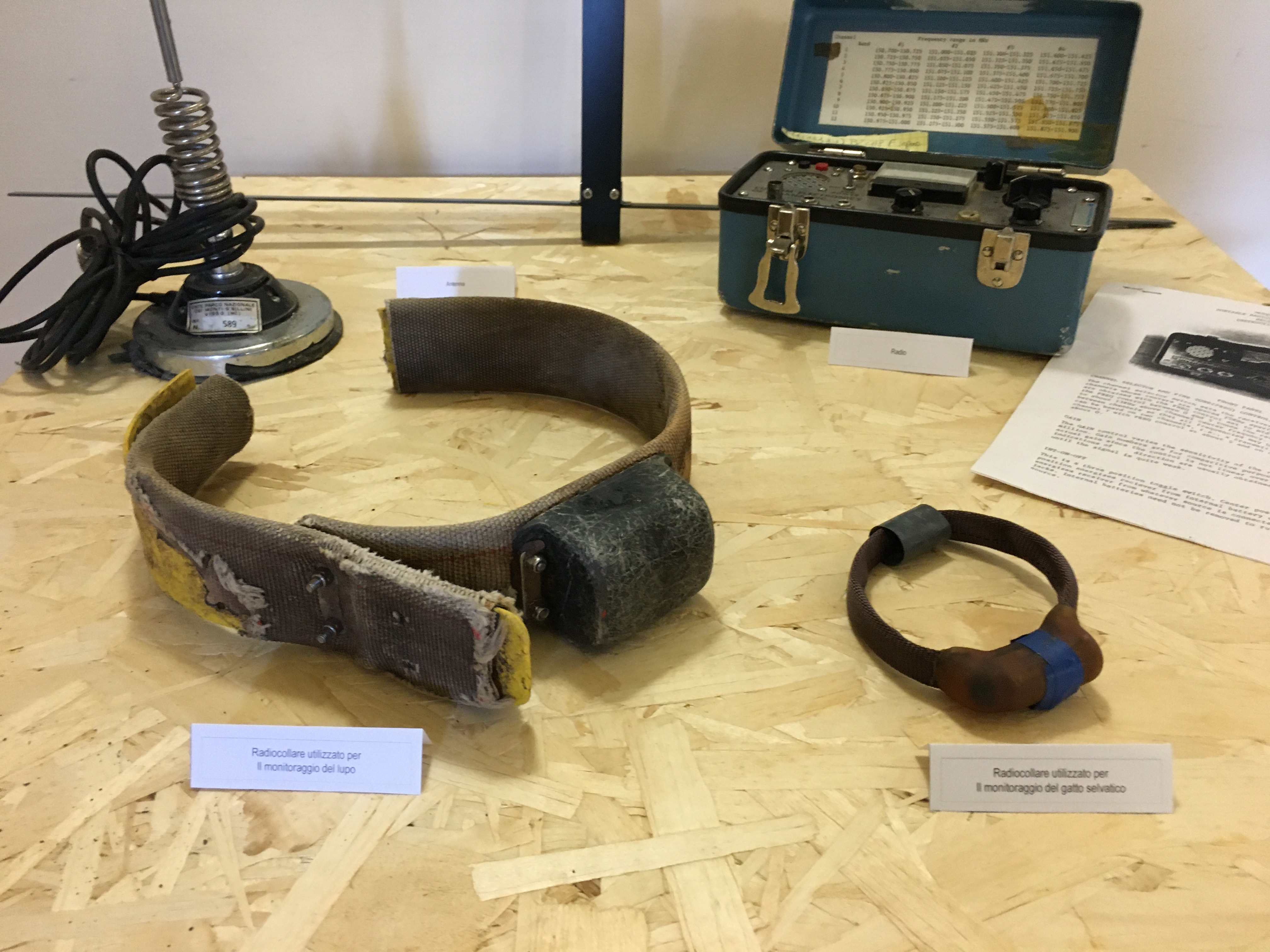
Radiocollari. Collezione Ragni. Spoleto

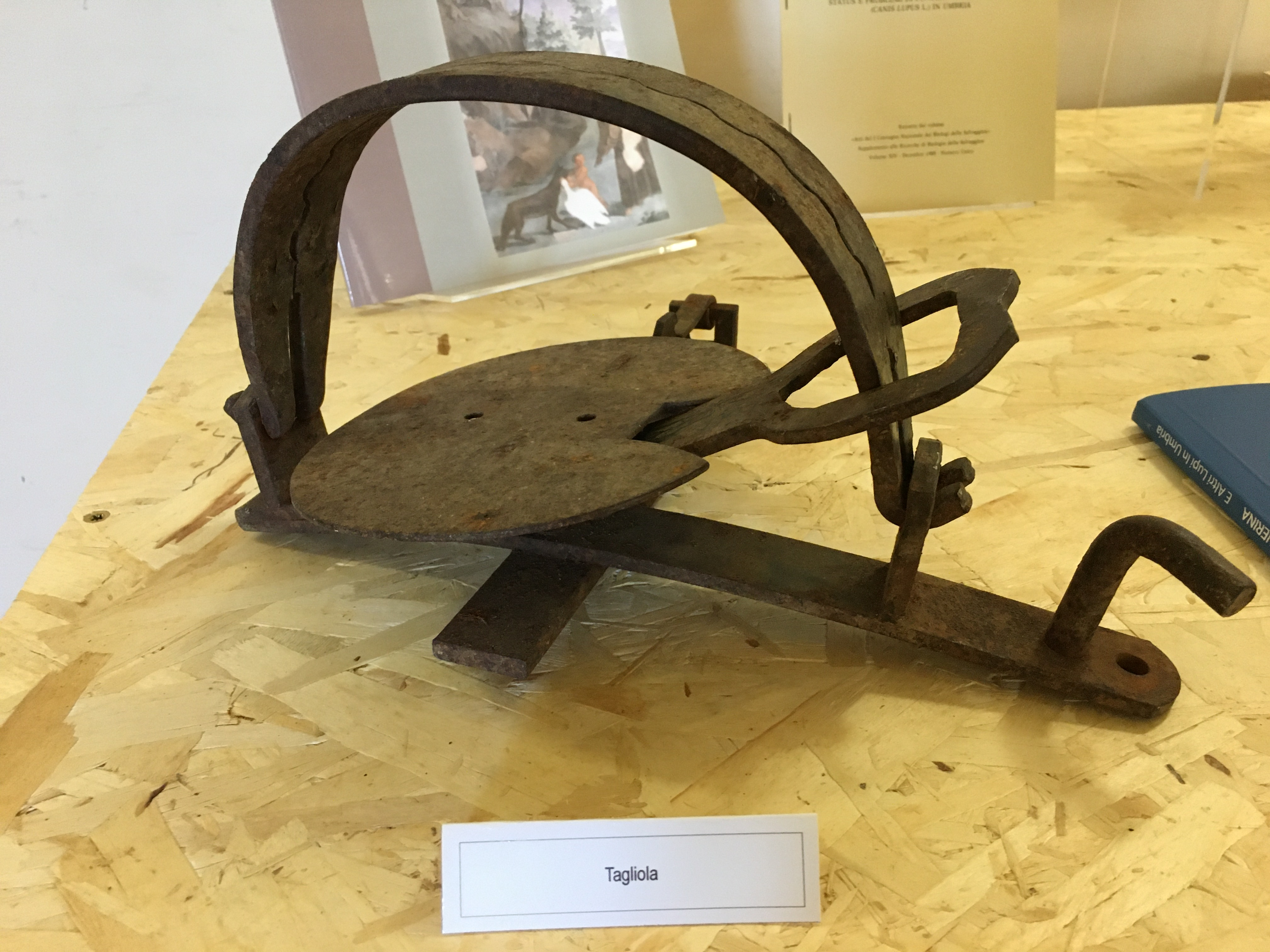
Tagliola. Collezione Ragni. Spoleto

Nel 1975 diventa ricercatore e successivamente professore aggregato presso la Facoltà di Scienze Matematiche, Fisiche e Naturali dell'Università di Perugia dove tiene ininterrottamente dal 1990 al 2011 i corsi di Zoologia dei vertebrati, zoogeografia, zoologia, corso integrato di Gestione e conservazione della fauna, Gestione faunistica e zoologia ambientale. Dopo il pensionamento (2011) continua a insegnare come professore a contratto fino al 2014.
Le sue ricerche, oltre che in Umbria, si svolgono in diversi parchi nazionali italiani tra cui il Parco Nazionale d'Abruzzo, dove conduce le prime indagini sul gatto selvatico.
Esperto della biodiversità, si occupa delle problematiche ambientaliste con piglio battagliero, lavorando sempre sul campo per la difesa del territorio e per la protezione delle specie più rare della fauna italiana; oltre al gatto selvatico, si interessa in particolare della lince e del lupo italico, ma non trascura tutte le altre specie animali che popolano le montagne umbre e non solo. 
Diviene un punto di riferimento per enti e istituzioni per le questioni legate alla fauna dell'Appennino, a cominciare dagli avvistamenti di lupi e dal sovrappopolamento dei cinghiali, problematiche per le quali elabora un approccio molto personale e provocatorio, descritto nella sua ultima pubblicazione, in controtendenza con quanto sostenuto da alcuni colleghi o da animalisti.

## Wildlife Economy
L'approccio originale e innovativo è da Ragni così riassunto:
(Bernardino Ragni)
Nel saggio breve "Wildlife Economy. Nuovo Paleolitico", pubblicato nel 2015, espone con precisione il suo pensiero: una sorta di "filosofia-progetto" che intende promuovere una nuova, rivoluzionaria e visionaria forma di tutela della fauna selvatica italiana. 
Ragni propone di riconoscere alla fauna selvatica (wildlife) la condizione di materia prima prodotta spontaneamente dagli ecosistemi e agrosistemi. Come tale wildlife potrebbe diventare una risorsa economica rinnovabile, tecnicamente amministrata, dalla quale trarre beni e servizi, reddito e occupazione, coniugando sostenibilità ambientale e profitto. Il sottotitolo "Nuovo Paleolitico" richiama un modello economico antico in atto prima dell'invenzione dell'agricoltura, quando per sopravvivere l'homo sapiens attingeva alle risorse naturali viventi, in particolare wildlife; paleolitico quindi, ma "nuovo", cioè con un moderno e rigoroso approccio tecnico-scientifico per lo sviluppo sostenibile dei territori. Oltre l'impiego alimentare, altre fonti di reddito ipotizzate da Ragni sono: l'attività venatoria, il turismo praticato attraverso escursioni-stage di campo con l'applicazione del metodo naturalistico e con l'osservazione-ascolto delle diverse specie faunistiche; percorsi didattici per le scuole, attività scientifiche, ricreative, ecc. tutto a pagamento; tutti usi sostenibili, capaci di generare reddito e occupazione.
In virtù della sua profonda conoscenza del mondo rurale e forte di una pionieristica esperienza (fin dal 1994) di formazione alla caccia di selezione nel Parco dei Monti Sibillini, al saggio breve affianca il progetto “Wildlife Economy Montagna Spoletana”, una proposta applicativa di quanto esposto nel saggio stesso. L'idea prevalente è quella di integrare il consumo della carne da allevamento con la carne dei grandi ungulati selvatici, che hanno ricominciato a proliferare in molte zone del pianeta, abbattuti durante l'attività venatoria a pagamento.
Il saggio viene presentato in anteprima all'Expo 2015, alla Camera dei deputati e al Congresso Mondiale dell'IUCN intitolato “Planet at the crossroads".
Per promuovere il progetto, Ragni partecipa instancabilmente a incontri pubblici in varie sedi istituzionali e città, fino all'aggravarsi delle sue condizioni di salute.
Muore a Spoleto dopo una breve malattia. Le sue ceneri, per sua espressa volontà, sono state sparse nella lecceta di Monteluco. In sua memoria è stato istituito il Concorso Letterario Scientifico “Bernardino Ragni” riservato a studentesse e studenti che frequentano le scuole superiori all'interno del comprensorio spoletino.

## L'evento "Fauna"
A un anno dalla scomparsa il Comune, la famiglia Ragni, i colleghi e gli ex studenti, rendono omaggio al professore organizzando un convegno che negli anni a venire si trasformerà in una serie di eventi annuali denominati “Fauna”. Esperti e studiosi di tutta Italia si incontrano per tre giorni in gennaio e parlano di fauna selvatica: l'edizione "Fauna 2020" si concentra sul Gatto dei boschi, "Fauna 2021" sul Lupo in Italia, "Fauna 2022" sull'Aquila reale, "Fauna 2023". Tre giorni alla scoperta della fauna in città, "Fauna 2024" Fauna in campagna: biodiversità e paesaggio rurale.

## La "Collezione Ragni"
La biblioteca e i materiali scientifici raccolti da Ragni dagli anni Settanta fino al 2018, interamente catalogati dopo la sua scomparsa, sono stati affidati dalla famiglia al Comune di Spoleto in comodato d'uso e, come "Collezione Ragni", fanno parte del nuovo Museo di scienze e del territorio inaugurato e aperto al pubblico nel febbraio 2023, dopo i lavori e gli interventi per la realizzazione dell'allestimento.

## Incarichi e collaborazioni
- Membro della Species Survival Commission
- Membro del Cat Specialist Group dell'IUCN[20]
- Membro del The World Conservation Union dal 1987
- Fondatore della Società Italiana di Biologia Ambientale
- Assessore all'Urbanistica e ai Lavori Pubblici del comune di Spoleto dal 1995 al 1999
- Presidente della sezione di Spoleto di Italia Nostra
- Membro dell'Accademia degli ottusi
- Membro del direttivo della Società Italiana per la Storia della Fauna dal 2014 al 2017 e socio[21]
- Membro del Gruppo dei trenta[22]
- Docente presso l'ISPRA[23]

## Pubblicazioni
Come autore o coautore negli anni Ragni ha pubblicato oltre 160 ricerche scientifiche e specialistiche.

Elenco parziale:
- Predatori del bosco, in Natura e montagna: bollettino trimestrale della Società emiliana ”Pro Montibus et Silvis” e dell'unione bolognese naturalisti, n. 1, Bologna, 1976,  pp. 37-50.
- Status e problemi di conservazione dei felidi (Felidae) in Italia, in Atti del 1º Convegno nazionale dei biologi della selvaggina, Bologna, 1988,  pp. 455-477.
- La fauna selvatica e l'ambiente della Valnerina e dei Monti Sibillini, Perugia, Arnaud, 1995,  pp. 65-75.
- Atlante dei mammiferi della Provincia di Grosseto, Grosseto, Museo di Storia Naturale della Maremma, 1997. URL consultato il 2 ottobre 2020.
- La coturnice nel Parco nazionale dei Monti Sibillini: aspetti della biologia e problemi di conservazione, Università degli studi di Camerino, 1998.
- La lince eurasiatica in Trentino, Trento, Provincia autonoma di Trento, 1998, ISBN 88-7702-074-1.
- I micromammiferi dell'area del Trasimeno, Perugia, Legambiente. Provincia di Perugia, 1998.
- Il Cinghiale del Parco Nazionale dei Monti Sibillini: un'esperienza di gestione in corso, in Obiettivi e tecniche di gestione della fauna ungulata nelle aree protette dell'Appennino Federazione Italiana Parchi e Riserve Naturali, Chianciano Terme, 2000,  pp. 39-56.
- Lupo, ungulati domestici e ungulati selvatici nella provincia di Terni, Provincia di Terni, 2001, ISBN 88-87288-21-6.
- Atlante dei mammiferi dell'Umbria, Città di Castello, Petruzzi, 2002, ISBN 88-900915-1-7. URL consultato il 6 settembre 2020.
- Anfibi e rettili dell'Umbria: distribuzione geografica ed ecologica, Città di Castello, Petruzzi, 2006, ISBN 88-900915-2-5.
- Strutture cuticolari dei peli di Mammiferi italiani. Manuale di Riconoscimento, Ponte San Giovanni, Litostampa s.n.c., 2011.
- Wildlife economy. Nuovo paleolitico, Aracne editore, 2015, ISBN 978-88-548-8478-6.

### Pubblicazioni sul gatto selvatico europeo
Elenco parziale:
- Gatto dei boschi, in Una vita per la natura: scritti sulla conservazione della natura, in onore di Renzo Videsott nel cinquantenario del Parco nazionale Gran Paradiso, Roma, Associazione Italiana per il WWF, 1972,  pp. 249-329.
- Osservazioni sul gatto selvatico in cattività, in Natura: rivista di scienze naturali, n. 68, 1977.
- Gatto selvatico. Felis silvestris Schreber, 1777, in Distribuzione e biologia di 22 specie di Mammiferi in Italia, Roma, C.N.R., 1981.
- Il gatto selvatico: conoscenza e conservazione di una specie. Note sulla lince e sul lupo, Palermo, Stampatori tipolitografi associati, 1987.
- (EN) The wildcat in central-northern Italian peninsula: a biogeographical dilemma (PDF), in Biogeographia, XVII, 1994,  pp. 553-566. URL consultato il 3 ottobre 2020.
- (EN) Variability of coat-colour and markingssystem in Felis silvestris, in Italian Journal of Zoology, 1996. URL consultato il 3 ottobre 2020.
- L'areale italiano del gatto selvatico Europeo (Felis silvestris silvestris): ancora un dilemma?, in Hystrix, the Italian Journal of Mammalogy, 2003. URL consultato il 3 ottobre 2020.
- Biologia e conservazione dei Felidi in Italia. Atti del convegno - Santa Sofia (FC) 7-8 Novembre 2008 (PDF), Ente Parco Nazionale Foreste Casentinesi, 2010,  pp. 36,64,67,79,87,108, ISBN 978-88-95719-01-6. URL consultato il 29 settembre 2020.
- (EN) Live capture and handling of the European wildcat in central Italy, in Hystrix, the Italian Journal of Mammalogy, n. 21, 2010,  pp. 73-82. URL consultato il 3 ottobre 2020.
- (EN) Population density estimation of the European wildcat (Felis silvestris silvestris) in Sicily using camera trapping, in Wildlife Biology in Practice, 2012. URL consultato il 15 ottobre 2020.
- Il gatto selvatico europeo nelle riserve naturali casentinesi (PDF), Stia, Arti grafiche Cianferoni, 2014, ISBN 978-88-96140-46-8. URL consultato il 1º settembre 2020.
- (EN) Wildcat population density on the Etna volcano, Italy: a comparison of density estimation methods, in Journal of Zoology, 2014. URL consultato il 2 ottobre 2020.
- (EN) Non-invasive monitoring of the European wildcat (  Felis silvestris silvestris  Schreber, 1777): comparative analysis of three differentmonitoring techniques and evaluation of their integration, in European Journal of Wildlife Research, 2015. URL consultato il 2 ottobre 2020.